# Małyj Ziagłud
Małyj Ziagłud (ros. Малый Зяглуд) – wieś (dieriewnia) w Rosji, w Udmurcji, w rejonie wawoskim. W 2021 liczyła 52 mieszkańców.